# Johanna Eleonora De la Gardie
Johanna Eleonora De la Gardie, född 26 juni 1661 i Hamburg, död 27 december 1708 i Stockholm, var svensk grevinna, författare, poet och hovdam.

## Biografi
Johanna Eleonora De la Gardie var dotter till greve Pontus Fredrik De la Gardie och Beata Elisabet von Königsmarck. Hon fick en "lärd" bildning med sin syster Ebba Maria De la Gardie, som även hon var omtalad för sin bildning och sin poetiska talang, och sina kusiner Amalia Wilhelmina Königsmarck och Maria Aurora Königsmarck. Johanna Eleonora De la Gardie blev hovfröken hos drottning Ulrika Eleonora den äldre 1680. Både hon och systern uppges som nära vän till och gunstling hos Ulrika Eleonora, men hon var även vän med drottning Hedvig Eleonora.
Under vintern 1683–1684 uppfördes den svenska urpremiären av Iphigenie av Racine av en grupp kvinnliga amatörer vid hovet under beskydd och uppmuntran av den svenska drottningen Ulrika Eleonora. Johanna Eleonora De la Gardie spelade Iphigenie, Amalia Wilhelmina Königsmarck Achilles, Aurora Königsmarck Clitemnestre, Augusta Wrangel Agamemnon och Ebba Maria De la Gardie Eriphile. Detta var troligen den första pjäs som uppfördes exklusivt av kvinnor i Sverige.
Johanna Eleonora gifte sig i Hamburg år 1691 med sin kusin, generallöjtnanten greve Erik Gustaf Stenbock, och följde honom till England, där de var bosatta till 1697, då de återvände till Sverige: under tiden i England blev hon vän med Maria II av England.
Johanna Eleonora De la Gardie skrev Portrait d’Ismène, "en fransysk pastoral i bunden och obunden stil", en minnesteckning över Ulrika Eleonora, samt N:o 225 i Stockholms Gesangbuch: "Weich, Falsche Welt". Hon finansierade andra författare och poeter och uppges ha varit lärare, inspiratör och gynnare av statsrådet och författaren Samuel Triewald, som en tid var informator i hennes hushåll.

## Psalmer
- Dödens makt och tyranni, eventuellt skriven av Magnus Gabriel De la Gardie.[6]